# Bancard
Grupo Bancard, conocido simplemente como Bancard, es un holding chileno que agrupa a las sociedades que eran propiedad del empresario y político Sebastián Piñera, ex presidente de Chile y que maneja su familia tras su deceso. El grupo posee dos sociedades matrices que actúan como vehículos de inversión; Bancard Inversiones Limitada e Inversiones Bancorp Limitada.
Piñera también posee sociedades en otros países: Bancard International Investment Inc. y Bancard International Development Inc., ambas con domicilio legal en Islas Vírgenes Británicas, conocida por ser un paraíso fiscal; e Inversiones Eneida S.à r.l. SPF, basada en Luxemburgo.